# Sven Friberg
Sven Friberg, né le 7 février 1895 à Lysekil et mort le 26 mai 1964 à Göteborg, est un footballeur international suédois. Il évoluait au poste de défenseur.

## Biographie

### En club
Sven Friberg est joueur du Örgryte IS de 1915 à 1929,.
Il est champion de Suède en 1921, 1924, 1926 et 1928.

### En équipe nationale
International suédois, Sven Friberg dispute 41 matchs sans inscrire de buts en équipe nationale suédoise de 1923 à 1930,.
Il dispute son premier match en sélection le 6 juin 1915 contre le Danemark en amical (défaite 0-2 à Copenhague).
Friberg est capitaine de la sélection nationale médaillée de bronze lors des Jeux olympiques de 1924 : il est titulaire lors de quatre rencontres durant le tournoi.
Son dernier match en sélection a lieu le 7 juin 1928 contre la Norvège en amical (victoire 6-1 à Stockholm) lors du Championnat nordique.

## Palmarès
| \| Örgryte IS - Championnat de Suède (4) : - Champion : 1920-21, 1923-24, 1925-26 et 1927-28. \| |  | Suède - Jeux olympiques : - Bronze : 1924. |
| Örgryte IS - Championnat de Suède (4) : - Champion : 1920-21, 1923-24, 1925-26 et 1927-28.       |  |                                            |